# 恩德拉湖
58°51′N 26°12′E / 58.850°N 26.200°E

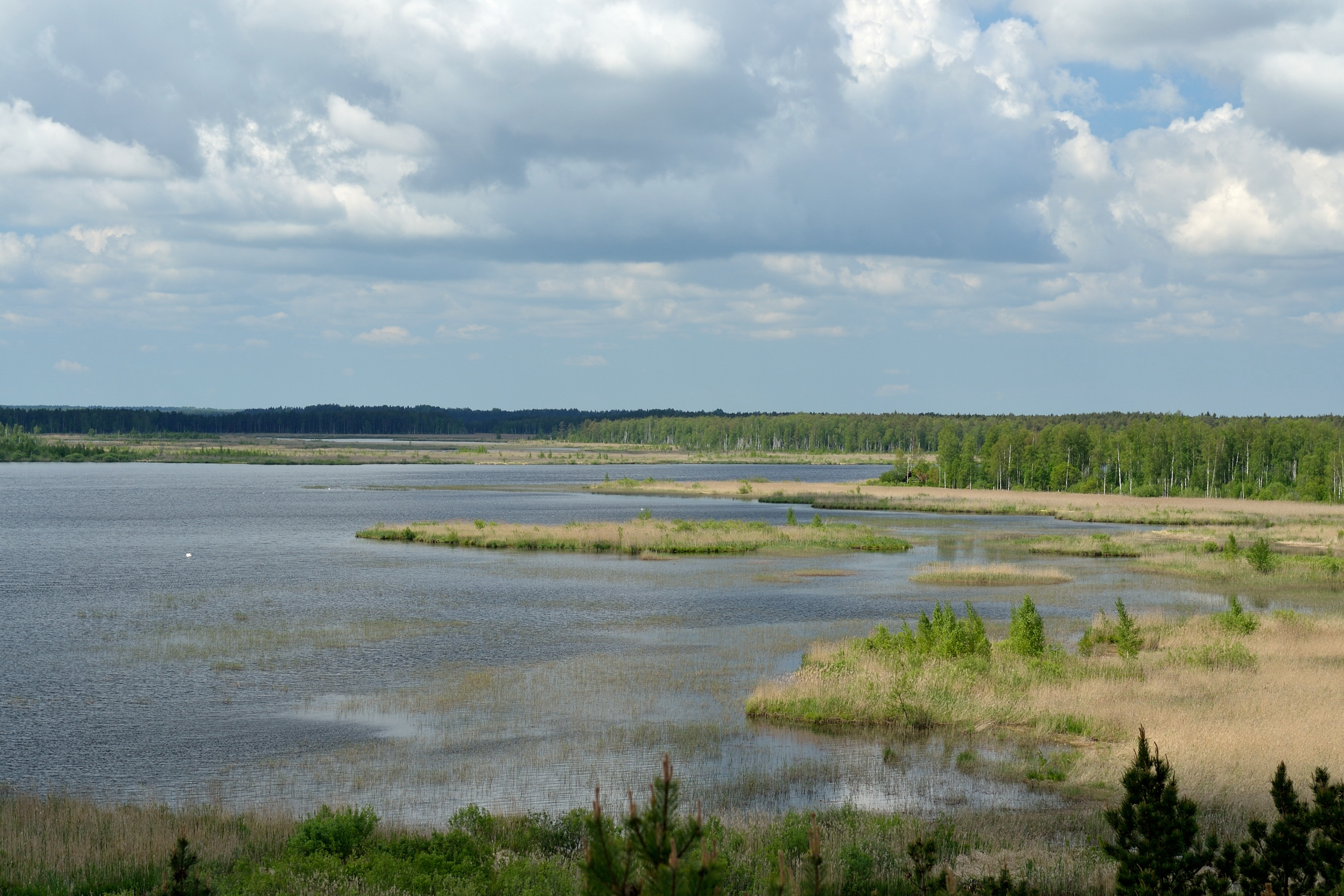

恩德拉湖，是愛沙尼亞的湖泊，位於該國東部，由約格瓦縣負責管轄，長2.3公里、寬2公里，面積2,844平方公里，海拔高度75米，湖岸線長度28公里。